# Simone Mantia
Simone Mantia (in de buurt van Palermo, 6 februari 1873 – New York, 25 juni 1951) was een Amerikaans componist, dirigent, eufoniumspeler en trombonist van Italiaanse afkomst.

## Levensloop
Mantia kreeg op negenjarige leeftijd les voor het bespelen van de althoorn en schakelde drie jaar later over op eufonium en ventieltrombone. In 1890 emigreerde de hele familie naar New York. Hij speelde in orkesten de trombone en in harmonieorkesten zowel trombone als eufonium. Het bespelen van de (schuif)trombone heeft hij binnen 1 week in zelfstudie geleerd en hij solliciteerde vervolgens met succes bij het orkest van het Grand Opera House in Brooklyn. Hij speelde eveneens in de Jules Levy and Schneider Bands het eufonium en soms trombone. Hij studeerde eufonium bij de eufoniumsolist van de Patrick Sarsfield Gilmore Band, Joseph Michele Raffayolo. Na het overlijden van Raffayolo in 1896 volgde Mantia hem op als eufoniumsolist in de bekende band van John Philip Sousa. Tijdens de concertreis van de Sousa Band door Europa in 1900 werd hij zelfs tot de Best euphonium player in the world gekozen.
Gedurende deze periode verving hij in de Sousa Band soms ook de solist Arthur Pryor op de trombone. Om zijn techniek verder te verbeteren studeerde Mantia ook trombone bij Pryor, en hij raakte goed bevriend met Herbert L. Clarke. In 1903 verliet Pryor de Sousa Band om een eigen harmonieorkest op te richten. Mantia verliet de Sousa Band in 1904 en speelde de volgende 20 jaar in de nieuw opgerichte band van Arthur Pryor. In deze band werd hij door Pryor ook tot tweede dirigent gekozen. Later richtte hij een eigen blaasorkest op, het Arcade Orchestra, en werd vanzelfsprekend dirigent ervan. In de zomertijd concerteerde dit orkest in de jaren 1920 gedurende vijf jaar aan het Arcade Pier in Asbury Park in New Jersey.
Als trombonist was hij in 1909 overgestapt naar het Metropolitan Opera Orchestra en speelde in deze functie ongeveer 35 jaar. Van 1908 tot 1915 was de legendarische Arturo Toscanini chef-dirigent van dit orkest. Mantia was gewaardeerd in het Metropolitan en hij fungeerde er de laatste 12 jaar als personal manager. Voor een korte tijd werkte hij als trombonist ook in het Victor Herbert Orchestra en werkte eveneens mee aan verschillende plaatopnames van het New York Philharmonic Orchestra.
Als eufoniumspeler soleerde hij nog samen met de Cities Service Band of America onder leiding van Paul Lavalle tijdens de Wereldtentoonstelling 1939 in New York.
De componist Mantia heeft veel geschreven voor de vernieuwing en uitbreiding van het repertoire van zijn instrument.

## Composities

### Werken voor harmonieorkest
- 1905 Saxton Bus
- 1906 Dance of the Honeybells, voor harmonieorkest
- 1908 Auld Lang Syne, voor eufonium (of trombone) en harmonieorkest
- 1908 Believe Me If All Those Endearing Young Charms, fantasie voor eufonium (of trombone) en harmonieorkest[2]
- 1908 The Southerner, voor eufonium (of trombone) en harmonieorkest
- 1908 Valse Caprice Mars
- 1909 Original Fantasie
- 1913 Gloria March – Massa'sin de Cold
- 1919 Robin Adair, Schotse fantasie met variaties voor eufonium (of trombone) en harmonieorkest
- 1921 Coming Thro' the Rye
- 1921 My Old Kentucky Home, voor eufonium (of trombone) en harmonieorkest
- 1921 Old Folks Home
- 1921 Polka Fantastic – Priscilla
- Fantasie on Massa's in de Cold Ground, voor bariton en harmonieorkest
- Hercules, concertmars
- Grand Fantasie on "Old Black Joe" by E.C. Cary, voor eufonium (of trombone) en harmonieorkest
- Queen of My Heart, wals
- Valse Caprice "Priscilla" – opgedragen aan Jane Priscilla Sousa, de dochter van John Philip Sousa

### Pedagogische werken
- 1891 Daily Exercises for Clarinet and for the Use of Simone Mantia
- The Trombone Virtuoso